# Mircea Monroe
Mircea Monroe (Saint Louis, 11 marzo 1982) è un'attrice e modella statunitense.

## Biografia
Appassionata di recitazione ma anche di moda, Mircea intraprende la carriera di modella che tuttora svolge ma sogna la strada del cinema e del successo e ci riesce nel 2004 in una comparsa nel film Cellular. Successivamente raggiunge il successo nel 2006 dove incomincia a recitare in film di successo come L'ultimo regalo, Borderland - Linea di confine e il film Slightly Single in L.A..

## Filmografia

### Cinema
- Cellular, regia di David R. Ellis (2004)
- All Souls Day: Dia de los Muertos, regia di Jeremy Kasten (2005)
- Pterodactyl, regia di Mark L. Lester (2005)
- The Contract, regia di Bruce Beresford (2006)
- L'ultimo regalo (The Ultimate Gift), regia di Michael O. Sajbel (2006)
- Borderland - Linea di confine (Borderland), regia di Zev Berman (2007)
- Itty Bitty Committee, regia di Jame Babbit (2007)
- One Long Night, regia di David Siqueros (2007)
- Screw Cupid, regia di Sanjeev Sirpal (2008)
- Fast Girl, regia di Daniel Zirilli (2008)
- Stone & Ed, regia di Adam Meyerowitz (2008)
- Finding Bliss, regia di Julie Davis (2009)
- Trappola in fondo al mare 2 - Il tesoro degli abissi (Into the Blue 2: The Reef), regia di Stephen Herek (2009)
- Growth - Terrore sotto la pelle (Growth), regia di Gabriel Cowan (2010)
- Tekken, regia di Dwitgh H. Little (2010)
- Hard Breakers, regia di Leah Sturgis (2010)
- Boy Toy, regia di Christie Will (2011)
- Bloodwork, regia di Eric Wostenberg (2011)
- Houndz from Hell, regia di Jose Figueroa (2011)
- American Animal, regia di Matt D'Elia (2011)
- Cambio vita (The Change-Up), regia di David Dombkin (2011)
- The Polterguys, regia di Thomas Whelan (2012)
- 3 Days of Normal, regia di Ishai Setton (2012)
- Magic Mike, regia di Steven Soderbergh (2012)
- Slightly Single in L.A., regia di Christie Will (2013)
- Dumbbells, regia di Christopher Livingston (2013)
- Dr. Cabbie, regia di Jean-Francois Pouliot (2013)
- Beautiful Girl, regia di Stevie Long (2014)
- Cinquanta sbavature di nero (Fifty Shades of Black), regia di Michael Tiddes (2016)
- Book Club - Tutto può succedere (Book Club), regia di Bill Holderman (2018)
- Grace - Ispirazione cercasi (Grace), regia di Devin Adair (2018)
- The Opening Act, regia di Steve Byrne (2020)
- Masquerade, regia di Shane Dax Taylor (2021)

### Televisione
- Cacciatori di zombie (House of the Dead 2) - film TV, regia di Michael Hurst (2005)
- Freddie - serie TV, episodio 1x01 (2006)
- Nobody's Watching - film TV, regia di Gail Mancuso (2006)
- Just for Kicks - Pazze per il calcio (Just for Kicks) - serie TV, episodi 1x02 e 1x05 (2006)
- Studio 60 on the Sunset Strip - serie TV, episodio 1x03 (2006)
- The Adventures of Big Handsome Guy and His Little Friend - film TV, regia di Dennie Gordon (2006)
- Scrubs - Medici ai primi ferri (Scrubs) - serie TV, episodio 6x14 (2007)
- Sons of Anarchy - serie TV, episodio 1x04 (2008)
- Zeke e Luther (Zeke and Luther) - serie TV, episodio 1x09 (2009)
- Supernatural - serie TV, episodio 5x19 (2010)
- Miami Medical - serie TV, episodio 1x10 (2010)
- Chuck - serie TV, episodio 4x15 (2011)
- Hart of Dixie - serie TV, 25 episodi (2011-2015)
- Episodes - serie TV, 39 episodi (2011-2017)
- White Collar  - serie TV , episodio 4x06 (2012)
- The Mentalist - serie TV , episodio 5x07 (2012)
- How I Met Your Mother - serie TV, episodio 8x21 (2013)
- Impastor - serie TV, episodi 20 episodi (2015-2016)
- Sing It! - serie TV, 10 episodi (2016)
- Internet Comment Theater - serie TV, episodio 1x01 (2017)
- The Rookie - serie TV, 7 episodi (2018-2023)
- Door No. 1 - serie TV, episodio 1x01 (2018)
- Adam il rompiscatole (Adam Ruins Everything) - serie TV, episodio 3x07 (2019)
- High & Tight - film TV, regia di Todd Biermann (2020)

### Cortometraggi
- I Heard Something, regia di Mary Lou Belli (2016)
- Special Force, regia di Phil Bucci (2016)
- Michael Bolton's Big, Sexy Valentine's Day Special, regia di Akiva Schaffer e Scott Aukerman (2017)
- Uncharted: Live Action Fan Film, regia di Allan Ungar (2018)

## Doppiatrici italiane
Nelle versioni in italiano dei suoi film, Mircea Monroe è stata doppiata da:
- Letizia Ciampa: Book Club - Tutto può succedere
- Franca D'Amato: Cinquanta sbavature di nero
- Loretta Di Pisa: Grace - Ispirazione cercasi
- Valentina Favazza: Hart of Dixie
- Valentina Pollani: The Rookie
- Myriam Catania: Cambio vita
- Elena Perino: White Collar